# Conventie (bijeenkomst)

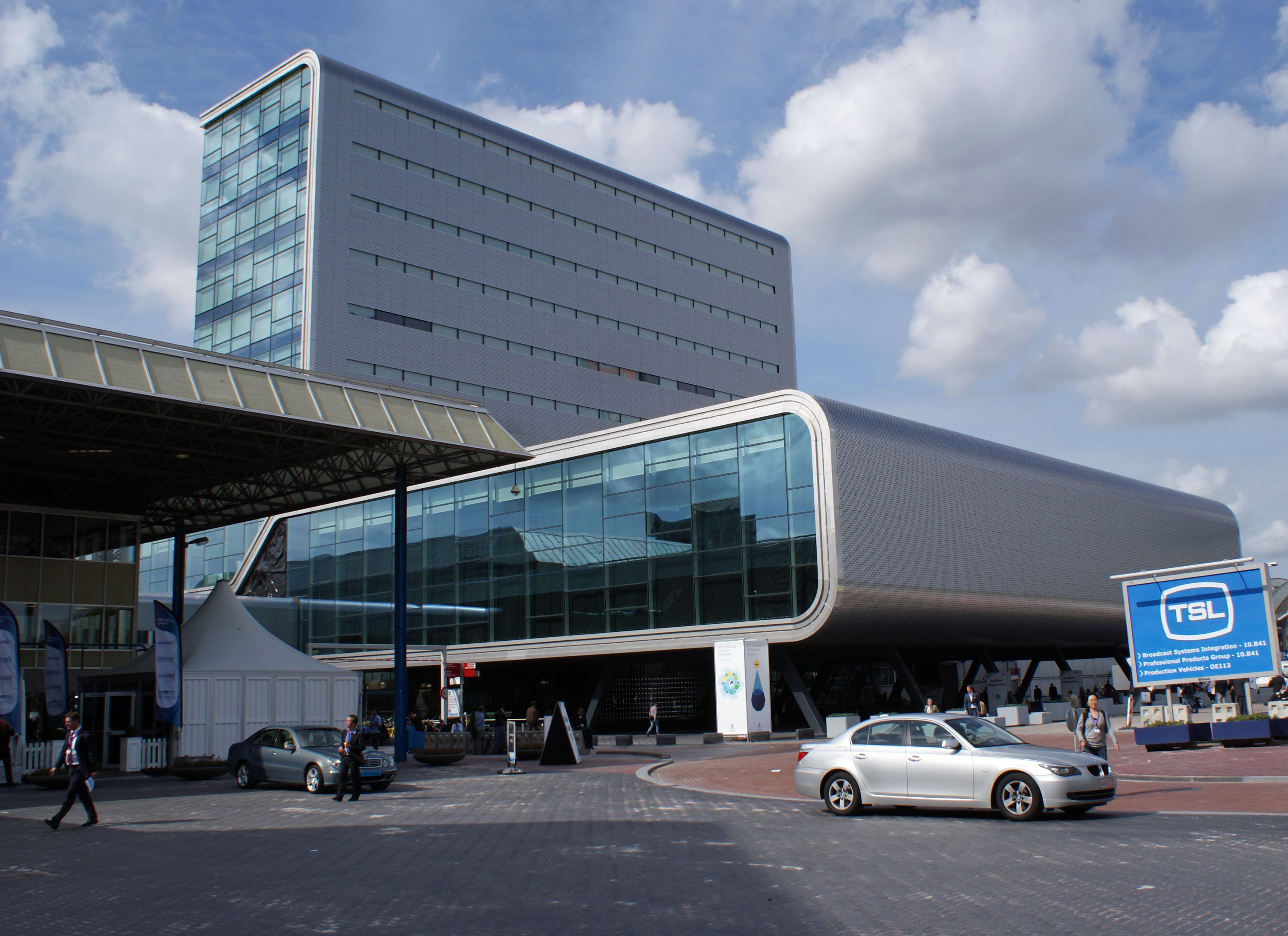
Het RAI Elicium in Amsterdam.

Een conventie is een bijeenkomst gerelateerd aan een industrietak, beroep of fandom. Tijdens een conventie bespreekt of bekijkt men gedeelde interesses, die worden georganiseerd door groepen die het onderwerp willen promoten. Vaak wordt een conventie afgekort tot een con of als achtervoegsel in de naam gebruikt.
Verschillende soorten conventies zijn:
Fan conventieeen bijeenkomst van fans van een bepaald thema of genre. Een van de eerste fan conventies vond plaats in de jaren 30 van de twintigste eeuw. Vaak verkleden mensen zich als een personage, en acteurs geven handtekeningen of spreeksessies.
Gaming conventiemeestal gericht op rollenspellen, verzamelkaarten, miniature wargames, bordspellen en computerspellen. Vaak duren gaming conventies meerdere dagen en kunnen zoals bij Gamescom tot wel 373.000 bezoekers trekken.
Politieke conventieeen formele bijeenkomst van mensen voor politieke doeleinden. De eerste politieke conventie vond plaats in Baltimore, VS op 21 mei 1832. Politieke bijeenkomsten worden ook wel een partijcongres genoemd.